# Taxo

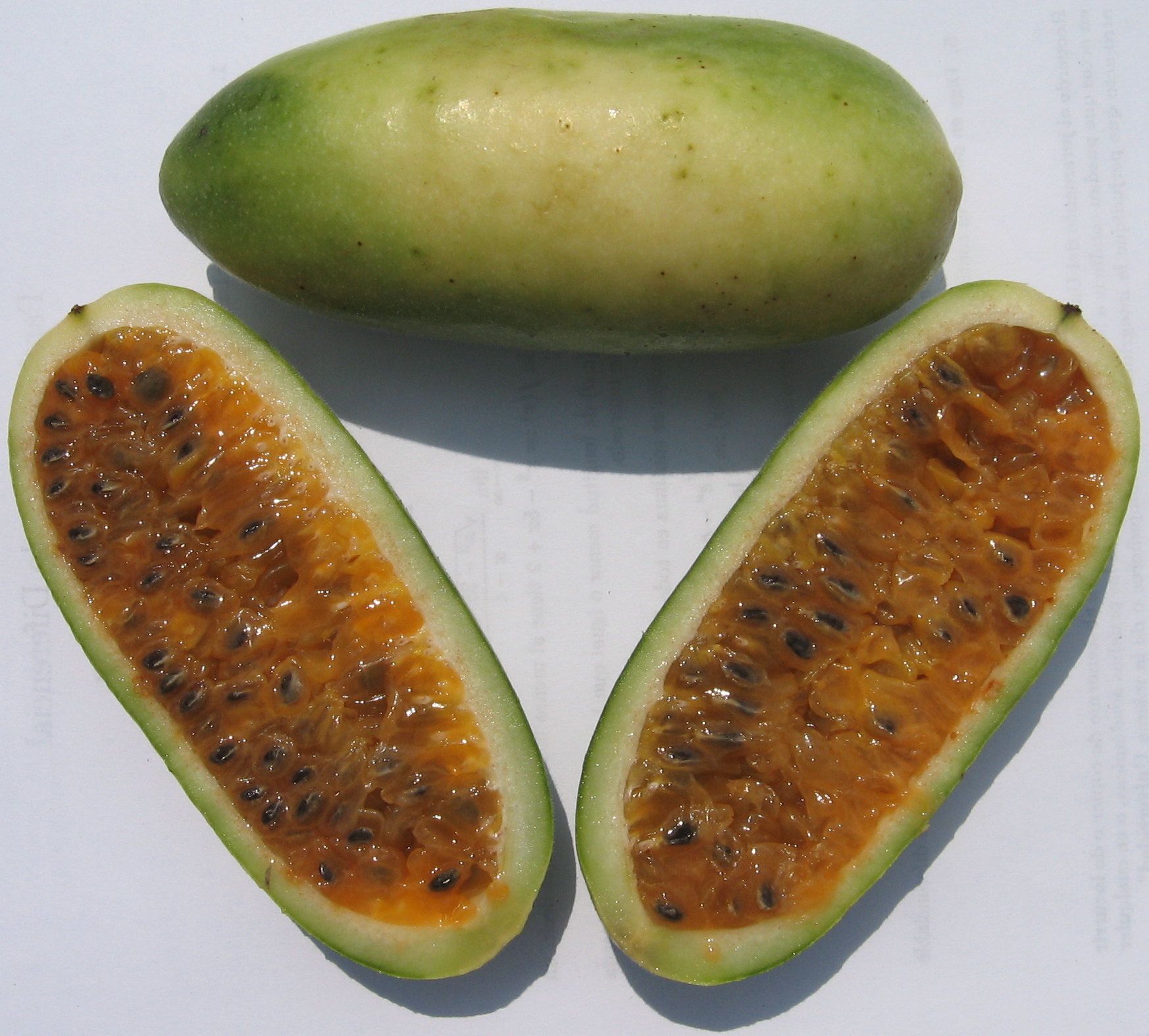
Un taxo entier et coupé dans la longueur pour montrer la pulpe comestible.

Le taxo est le fruit de plusieurs plantes à fleurs du genre Passiflora (les passiflores). Il est donc proche de la grenadille (ou fruit de la passion). Comestible, il est cultivé depuis la période précolombienne en Amérique du Sud.
Il ressemble à une petite banane aux extrémités arrondies. Plusieurs espèces de passiflores produisent le taxo :
- Passiflora tripartita var. mollissima
- Passiflora tarminiana

Ces plantes sont originaires de l'Amérique latine.